# Фріц Штрассман
Фрітц Штрассман (нім. Fritz Straßmann, Фрідріх Вільгельм Штрассман; нар.22 лютого 1902 , Боппард — пом.22 квітня 1980, Майнц) — німецький хімік і фізик один з відкривачів поділу ядер атомів.

## Біографія
Фрітц Штрассман народився дев'ятою дитиною у сім'ї 1902 року в Боппарді. Вчився у гімназії у Дюссельдорфі та після абітури 1920 року вступив у Ганноверську вищу технічну школу. Там він вступив у гільдію музикантів гри на скрипці та познайомився із Марією Гектер та Ірмґард Гартманн, його майбутніми дружинами.
У 1924 році у Штрассман закінчив Ганноверську вищу технічну школу. У 1929 році захистив дисертацію «Про вплив концентрації насичених парів через присутність стиснутих неідеальних газів (система I2 — CO2)» під керівництвом Германа Брауне. З 1929 року отримав стипендію та перебрався працювати з Отто Ганом і Лізою Майтнер в Інституті хімії кайзера Вільгельма в Берліні. З 1935 року працює у цьому Інституті асистентом. У 1937 році одружився з Марією Гектер, також хіміком і у 1940 році у них народився син Мартін. У післявоєнні роки обіймав посаду професора університету м. Майнц (1946—1970), одночасно у 1946—1952 був директором Інституту неорганічної та ядерної хімії.

## Наукова діяльність

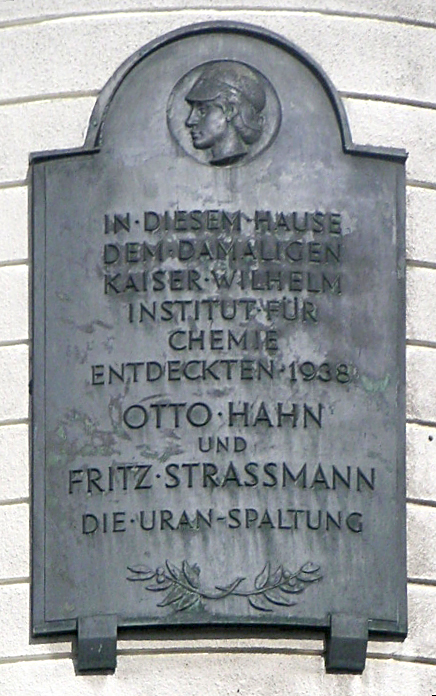
Пам'ятна дошка присвячена відкриттю поділу ядер урану Фрітцом Штрассманом та Отто Ганом на будівлі Вільного Університету Берліна.

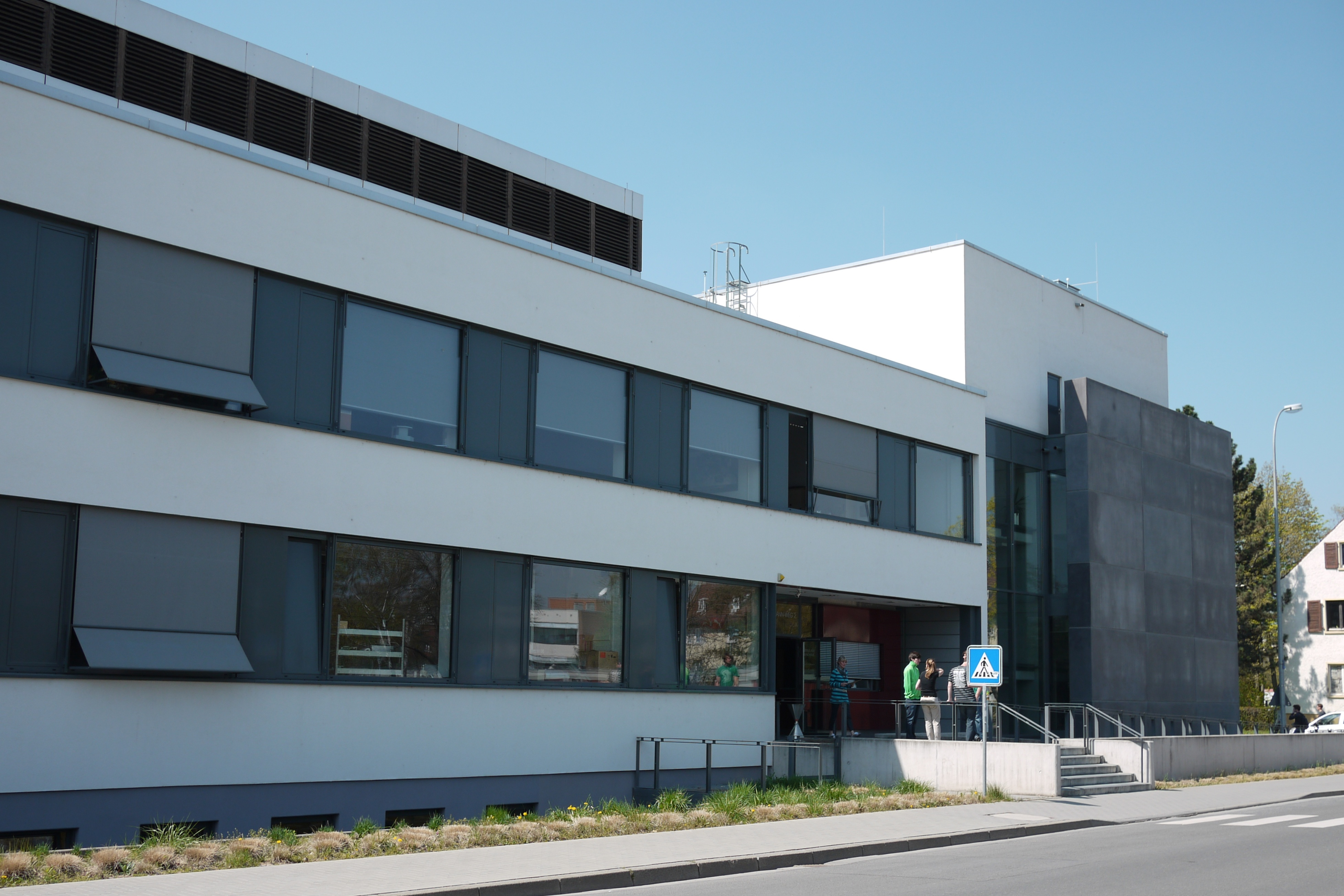
Інститут ядерної хімії Університету Майнца.

Його наукові праці присвячені ядерної хімії, радіохімії. Вивчав процеси поділу ядра, властивостей радіоактивних ізотопів урану і торію. У 1938 спільно з Отто Ганом відкрив явище поділу ядер урану при їх бомбардуванні нейтронами та хімічними методами довів факт поділу. Таке трактування дослідів була підтверджено Л. Майтнер і Отто Фрішем. Досвід Штрассмана в аналітичній хімії був використаний Ганом і Мейтнер при дослідженні продуктів бомбардування урану нейтронами. З них трьох лише Штрассман зміг зосередитись на їх спільних експериментальних розслідуваннях, оскільки Мейтнер була змушена залишити Німеччину, а Ган мав великі адміністративні обов'язки. У грудні 1938 р. Ган і Штрассман надіслали рукопис до журналу Naturwissenschaften, в якому повідомляли, що виявили елемент барій після бомбардування урану нейтронами; Фріш підтвердив це експериментально 13 січня 1939 року. У 1944 році Ган отримав Нобелівську премію з хімії за відкриття поділу ядер, хоча Фрітц Штрассман був визнаний рівноправним співвідкривачем.
З 1939 по 1946 рік він брав участь у дослідженнях Інституту Кайзера-Вільгельма щодо продуктів поділу торію, урану та нептунію. Штрассман також працював над датуванням віку мінералів на основі періоду напіврозпаду радіоактивних елементів та збагаченням продуктів розпаду. Штрассман і Ернст Уоллінг розробили метод радіоізотопного датування у 1936 та 1937 роках, і Штрассман продовжив цю роботу в 1942 та 1943 роках.
15 лютого 1944 р. та 24 березня 1944 р. при бомбардуванні Берліна у Другій світовій війні, Інститут Кайзера-Вільгельма зазнав серйозної шкоди. Інститут був тимчасово переселений у Тайльфінген (нині Альбштадт) в землі Вюртемберг, на текстильну фабрику, що належала компанії Людвіга Гаазіса. Наприкінці квітня 1945 року сили спеціальних операцій американської армії заарештували Штрассмана і його разом з іншими німецькими науковцями інтернували у Кембрідж. Керівництво інститутом перебрав на себе Йозеф Маттаух, австрійський фізик, який прибув в інститут у 1939 році й створив відділ мас-спектрокопії. Штрассману тоді передали керівництво відділом радіохімії. У червні 1945 року комісія під керівництвом Фредеріка Жоліо-Кюрі повертає деяких науковців до Німеччини. У 1946 році Штрассман став професором неорганічної хімії та ядерної хімії в Майнцькому університеті. Інститут складався з двох відділів: кафедри мас-спектрометрії та ядерної фізики — кафедра Йозефа Маттауха, а ядерна хімія — кафедра Штрассмана. Маттаух був призначений директором, але страждав на туберкульоз. За його відсутності Штрассман став виконуючим обов'язки директора у 1948 році. З 1949 року Інститут Кайзера-Вільгельма був перейменований в Інститут хімії Макса Планка і переїхав з Тайльфінгену в Майнц. У 1950 році Штрассман став його офіційним директором. Після повернення Маттауха в інститут у 1951 р. відбувся значний конфлікт з приводу розподілу ресурсів по відділах. У 1953 році Штрассман відмовився від керівництва інститутом і зосередився на своїй роботі в університеті Майнца, створенні кафедри та роботі зі студентами. Він домовився з університетом та з Баденською аніліновою та содовою фабрикою (BASF) про фінансування інституту хімічних наук з акцентом на ядерну хімію. Він також лобіював у федеральному уряді та Німецькому науково-дослідницькому співтоваристві фінансування генератора нейтронів, дослідницького реактора та спеціального інституту ядерної хімії. Його дружина — Марія Гектер-Штрассман померла від раку в 1956 р. У 1959 році Штрассман одружився з журналісткою Ірмґард Гартманн. У 1960 році офіційно перейменували Інститут неорганічної хімії університету Майнца в Інститут неорганічної хімії та ядерної хімії. Окремий Інститут ядерної хімії Штрассмана офіційно відкрився 3 квітня 1967 року. Штрассман став професором-емеритом у 1970 році.

## Нагороди
- Нагороджений Премією Енріко Фермі у 1966 році разом з Отто Ганом і Лізою Майтнер.
- 1972 — почесний громадянин м. Майнца.
- 1985 отримав титул Праведника народів світу (Сім'я Штрассманів переховували у 1943 році єврейку, яка вижила після війни).
- Астероїд 19136 Штрассман названий у честь хіміка

## Вибрані публікації
- L. Meitner, O. Hahn, F. Straßmann: Über die Umwandlungsreihen des Urans, die durch Neutronenbestrahlung erzeugt werden. Zeitschrift für Physik 106 (1937) S. 249—270.
- O. Hahn, L. Meitner, F. Straßmann: Über die Transurane und ihr chemisches Verhalten. Berichte der Deutschen Chemischen Gesellschaft 70 (1937) S. 1374—1392.
- O. Hahn, L. Meitner, F. Straßmann: Ein neues langlebiges Umwandlungsprodukt in den Trans-Uranreihen. Die Naturwissenschaften 26 (1938) S. 475—476.
- O. Hahn, F. Straßmann: Über die Entstehung von Radiumisotopen aus Uran durch Bestrahlen mit schnellen und verlangsamten Neutronen. Die Naturwissenschaften 26 (1938) S. 755—756.
- L. Meitner, F. Straßmann, O. Hahn: Künstliche Umwandlungsprozesse bei Bestrahlung des Thoriums mit Neutronen; Auftreten isomerer Reihen durch Abspaltung von α-Strahlen. Zeitschrift für Physik 109 (1938) S. 538—552.
- O. Hahn, F. Straßmann: Über den Nachweis und das Verhalten der bei der Bestrahlung des Urans mittels Neutronen entstehenden Erdalkalimetalle. Die Naturwissenschaften 27 (1939) S. 11–15.
- O. Hahn, F. Straßmann: Nachweis der Entstehung aktiver Bariumisotope aus Uran und Thorium durch Neutronenbestrahlung; Nachweis weiterer aktiver Bruchstücke bei der Uranspaltung. Die Naturwissenschaften 27 (1939) S. 89–95.
- F. Straßmann, O. Hahn: Über die Isolierung und einige Eigenschaften des Elements 93. Die Naturwissenschaften 30 (1942) S. 256—260.
- S. Knoke, F. Straßmann: Hermann Braune zum 60. Geburtstag. In: Zeitschrift für Naturforschung A. 2, 1947, S. 183—184 (online).
- F. Straßmann: Friedliche Chemie der Atomkerne. In: Mainzer Universitätsreden. Nr. 14. Kupferberg, Mainz 1949.
- F. Straßmann: Zur Erforschung der Radioaktivität. Lise Meitner zum 75. Geburtstag. In: Angewandte Chemie. Nr. 66, 1954, S. 93–95.
- F. Straßmann: Otto Hahn zum 80. Geburtstag. In: Mitteilungen aus der Max-Planck-Gesellschaft. Nr. 1, 1959, S. 18–19.
- H. J. Born, F. Straßmann: Otto Hahn (1879—1968). In: Radiochimica Acta. Nr. 9/2, 1968, S. 2.
- A. Klemm, F. Straßmann: Otto Hahn zum Gedächtnis. In: Zeitschrift für Naturforschung A. 24, 1969, S. 485—494 (online).
- F. Straßmann: Wie die Atomspaltung entdeckt wurde. In: Jahrbuch der Vereinigung Freunde der Universität Mainz. 1969, S. 50–54.
- F. Straßmann, G. Herrmann: Das Institut für Kernchemie und der Reaktor. In: Fritz Krafft (Hrsg.): Mathematik und Naturwissenschaften an der Johannes Gutenberg-Universität. Steiner, Wiesbaden 1977, S. 51–55.